# پووژنگتسا
پووژنگتسا (به لهستانی:  Płużnica) یک روستا در لهستان است که در گمینا پووژنگتسا واقع شده‌است. پووژنگتسا ۶۵۰ نفر جمعیت دارد.